# Yuri Tsínzerling
Yuri Dmítrievich Tsínzerling (translitera al cirílico Дмитрич Юрий Цинзерлинг, transcrito al alemán Zinserling; 1894 - 1938) fue un botánico, pteridólogo ruso, que trabajó extensamente en el "Instituto Komarov de Botánica", Academia Rusa de Ciencias, en San Petersburgo. Entre otras cosas, hizo la monografía del género Eleocharis R.Br. (Cyperaceae) para la "Flora de la URSS" (San Petersburgo, 1935).

## Honores

### Epónimos
- (Asteraceae) Hieracium zinserlingii Schljakov[2]
- (Betulaceae) Betula zinserlingii V.N.Vassil.[3]
- (Cyperaceae) Eleocharis zinserlingii Zoz[4]
- (Poaceae) Hierochloe × zinserlingii Tzvelev[5]

- La abreviatura «Zinserl.» se emplea para indicar a Yuri Tsínzerling como autoridad en la descripción y clasificación científica de los vegetales.[6]